# Liste des moteurs Chrysler
Cet article présente les différents moteurs utilisés dans les modèles du groupe Chrysler, de FCA US LLC, et de Stellantis North America. Ils sont présentés par constructeur. Les versions des moteurs Chrysler sont nommées de par leur taille en pouces cubes.

## Chrysler

### 4 cylindres en ligne
1926 - 1933 : Flathead 4
1981 - 1995 : K Engine
1994 - 2010 : PowerTech
2007 - Aujourd'hui : World Engine
- 1.8, 2.0 et 2.4 "World Engine" (2007 - 2017)
- 2.0 et 2.4 "Tigershark" (2012 - actuel)

### Six cylindres
1924 - 1959 : Flathead 6
1959 - 2000 : Slant-6
1970 - 1981 : Hemi-6 (Australie)
1987 - 2004 : 3,9 L/238 LA et Magnum
1989 - 2011 : 3.3 & 3.8 OHV V6
1993 - 2010 : SOHC V6
1998 - 2010 : LH Engine
2002 - 2013 : PowerTech
2010 - Aujourd'hui : Pentastar
2021 - Aujourd'hui : Hurricane

### Huit cylindres
1930 - 1950 : Flathead 8
1951 - 1958 : FirePower (Hemi)
1955 - 1958 : Polyspheric V8
1968 - 1969 : Chrysler Ball-Stud Hemi (A279) 

#### Small Block
1956 - 1961 : A - Premier V8 small block de Chrysler.
1964 - 1992 : LA
- 273
- 318
- 340
- 360

1992 - 2003 : Magnum
- 318
- 360

1999 - 2009 : PowerTech
2003 - 2024 : Hemi
- 5.7L Hemi - Le plus petit moteur Hemi moderne, appelé Eagle, introduit en 2002. En hybride sur le Chrysler Aspen.
- 6,1L Hemi - Un Hemi moderne plus gros, produit de 2004–2010.
- 6.4L Hemi - Un moteur Hemi moderne de plus gros alésage, appelé Apache, introduit en 2011.
- 6.2L Hemi - Un moteur Hemi suralimenté, appelé Hellcat, introduit en 2014.
- 6.2L Hemi - Un moteur Hemi suralimenté, appelé Demon, introduit en 2017[2].

#### Big Block

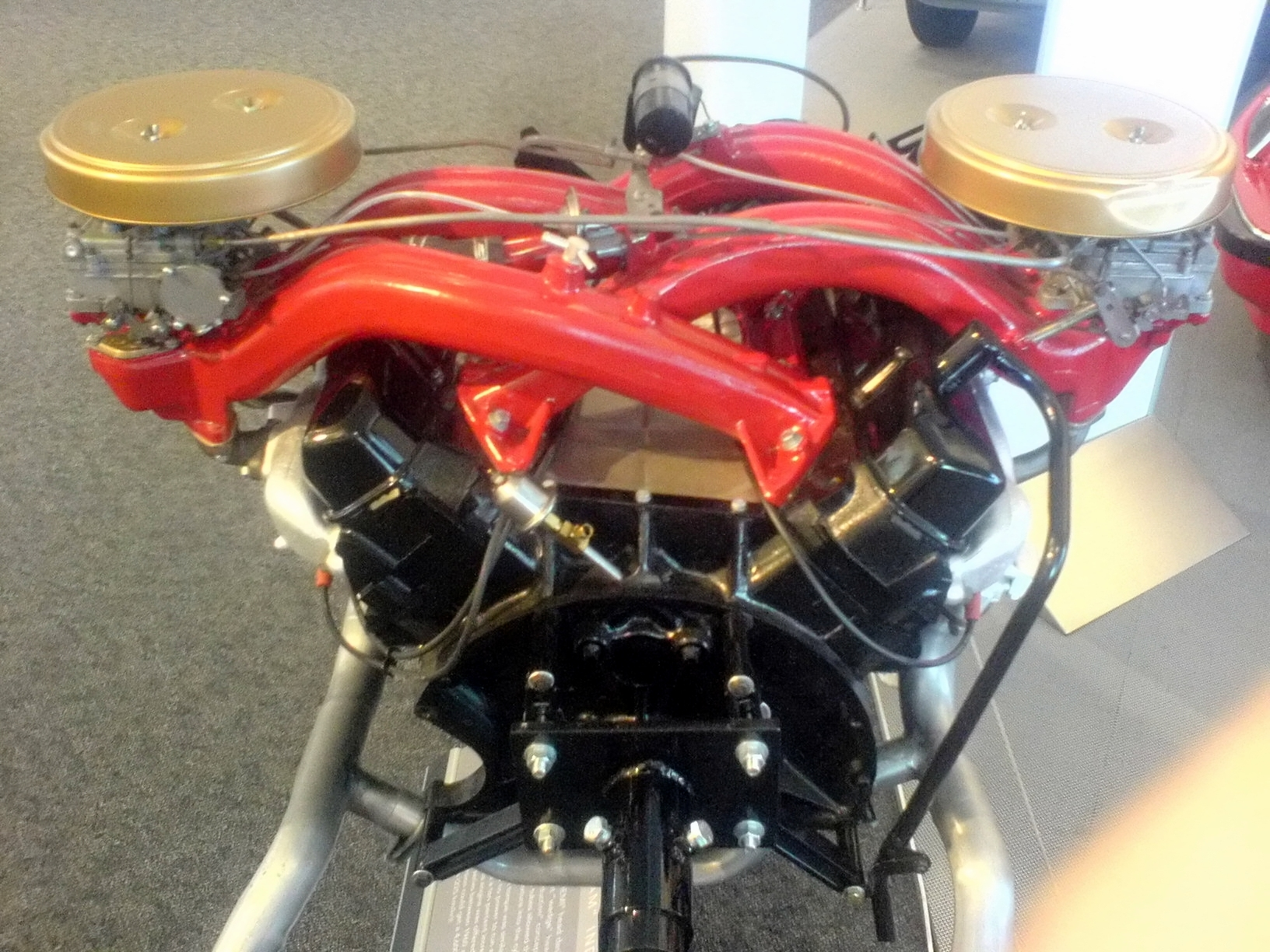
Un moteur Chrysler de 423 cu in (6,8L) "Sonoramic".

1958 - 1978 : B
- 350
- 361
- 383
- 400

1959 - 1978 : RB
- 383
- 413
- 426 Wedge
- 440

1964 - 1971 : Hemi
- 426

### V10
Viper V10 - Une évolution du design LA, réalisée en aluminium.
Magnum V10 - Un moteur en fonte similaire a été fabriqué pour les camions Dodge Ram.

### Turbine
1954 - 1980 : Moteur à turbine

## AMC
Chrysler a acquis un certain nombre de moteurs après avoir acquis AMC en 1987.

### 4 cylindres en ligne
- 1987 - 2002 : AMC I-4

### 6 cylindres en ligne
- AMC I-6

### V8
- AMC 360 - Les V8 "GEN-3" d'American Motors ont été introduits en 1970 dans les voitures d'AMC[3]. Les moteurs "GEN-3" étaient disponibles dans les véhicules utilitaires Jeep à partir de 1971[3]. Ce n'est pas le même que le V8 360 de Chrysler[4]. Chrysler a poursuivi la production du moteur AMC 360 après le rachat d'AMC en 1987 pour le Jeep Wagoneer (SJ) qui a été produit jusqu'en 1991[5]. C'était l'un des derniers moteurs à carburateur construits en Amérique du Nord[6]. Chrysler n'a jamais utilisé ce moteur dans aucun autre véhicule.

## Cummins

### 6 cylindres en ligne

#### Cummins B-Series
- 6BT - 5.9L Diesel I6 utilisé dans le Dodge Ram, 1989–1998
- BSI - 5.9L Diesel I6 utilisé dans le Dodge Ram, 1998–2007
- B6.7 - 6.7L Diesel I6 actuellement utilisé dans le Dodge Ram

## Mitsubishi

### 3 cylindres en ligne
- Mitsubishi 3A92 1,2 L - Utilisé dans la Dodge Attitude (2015-)

### 4 cylindres en ligne
- Orion G12B 1.4
- Orion G15B 1.5
- Orion 4G15 1.5
- Saturne 4G32 1.6
- Saturne G32B 1.6
- Sirius 4G61 1.6 DACT
- Saturne 4G37 1.8
- Astron G52B 2.0
- Sirius 4G63 2.0 DACT
- Sirius G63B 2.0
- Sirius 4G64 2.4
- Astron G54B 2.6

### Six cylindres
- 1978 - 1979 : 6DR5
- 2.5L 6G73 - Utilisé dans les Chrysler Sebring, Dodge Avenger, Chrysler Cirrus et Dodge Stratus
- 3.0L 6G72 - Utilisé dans la Plymouth Acclaim / Dodge Spirit et dans les Dodge Caravan / Plymouth Voyager de 1987–2000, mais également dans les Dodge Dynasty, Chrysler LeBaron, Chrysler TC, Chrysler New Yorker, Dodge Daytona, Dodge Stealth, Chrysler Sebring (coupé), Dodge Stratus (coupé), Dodge Shadow ES et dans la Plymouth Duster

## Mercedes-Benz

### Quatre cylindres
- OM611 - 2,1L diesel (2002-2004)
- OM646 - 2,1L diesel (2004-2010)
- OM651 - 2,1L diesel (2011-)

### Cinq cylindres
- OM647 - 2,7L diesel

### V6
- OM642 - 3.0L diesel V6 utilisé dans les Chrysler 300 de 2006 à 2010, les Jeep Grand Cherokee de 2005 à 2010 et dans les Jeep Commander de 2006 à 2010.
- M112 E32 - 3,2L V6 utilisé dans la Chrysler Crossfire de 2003 à 2007.
- M112 E32 ML - 3,2L V6 Compressé utilisé dans la Chrysler Crossfire SRT-6 de 2005 à 2006.

### V12
- M120 V12 - Utilisé dans la Chrysler ME-412.

## VM Motori

### Quatre cylindres
- 425 OHV 2,5L diesel
- R425 DOHC 2,5L diesel
- R428 DACT 2,8L diesel
- RA428 DACT 2,8L diesel
- A428 DACT 2,8L diesel

### Cinq cylindres
- 531 OHV - 3,1L diesel

### V6
- A630 DOHC - V6 diesel de 3,0 L utilisé dans les Jeep Grand Cherokee et Chrysler 300 / Lancia Thema
- L630 DOHC [7] - V6 diesel de 3,0 L (spécifications américaines) utilisé dans les Jeep Grand Cherokee et Ram 1500

## Fiat

### 3 cylindres en ligne
- Firefly 1.0 L Turbo Multiair II (2018-)
- Firefly 1.0 L BSG MHEV (2020-)

### 4 cylindres en ligne
- FIRE 1.4L Turbo Multiair (2012-)
- Firefly 1,3 L Turbo Multiair II (2018-)
- E.torQ 1.6 et 1.8 L (2014-)
- Diesel Multijet 1.6, 2.0 et 2.2L (2014-)
- Multijet 3.0L Iveco JTD diesel (2014-)

## PRV (Peugeot, Renault, Volvo)

### V6
- 1989 - 1990 : Moteur PRV de 3,0L

## Hyundai

### 4 cylindres en ligne
- Hyundai Alpha 1,4 et 1,6 L (utilisé dans la Dodge Attitude de 2005 à 2018)

## Autres
- Chrysler Royaume-Uni
  - 1.5L Hillman four
- Renault
  - J8S 2,1L diesel
  - Douvrin 2,2L
- Volkswagen
  - 1.7L
  - 2.0
  - 2.0L TDI PD diesel
- SimcaType 315
- Tritec 1.6 (1999-2007)